# Huta (Warszawa)
Huta – osiedle i obszar MSI w dzielnicy Bielany  w Warszawie.

## Historia
W czasie obrony Warszawy, 21 września 1939 r., na tym terenie miało miejsce wydarzenie określane jako tzw. Warszawskie Termopile. 1. batalion 30. Pułku Strzelców Kaniowskich powstrzymał natarcie niemieckiej 24. Dywizji Piechoty wsparte czołgami i ogniem 70 dział. Obrońcy Placówki, tracąc ok. 600 żołnierzy, ułatwili przedostanie się do Warszawy przedzierającym się przez Puszczę Kampinoską niedobitkom armii „Pomorze” i „Poznań”, rozbitym w bitwie nad Bzurą.

## Ważniejsze obiekty
- ArcelorMittal Warszawa
- Zajezdnia tramwajowa Żoliborz
- Stacja metra Młociny
- Galeria Młociny